# نیکو کارگر
نیکو کارگر (انگلیسی: Nico Karger؛ زادهٔ ۱ فوریهٔ ۱۹۹۳) بازیکن فوتبال اهل آلمان است.
از باشگاه‌هایی که در آن بازی کرده‌است می‌توان به باشگاه فوتبال مونیخ ۱۸۶۰ اشاره کرد.